# مینورو اینابا
مینورو اینابا (انگلیسی: Minoru Inaba؛ زادهٔ ۸ نوامبر ۱۹۵۱) بازیگر، و صداپیشه اهل ژاپن است.